# Mirnes Šišić
Mirnes Sead Šišić (ur. 8 sierpnia 1981 w Mostarze) – piłkarz słoweński grający na pozycji prawego pomocnika.

## Kariera klubowa
Karierę piłkarską Šišić rozpoczął w klubie Rudar Velenje. W 2001 roku zadebiutował w jego barwach w pierwszej lidze słoweńskiej. W pierwszym sezonie rozegrał 16 spotkań, ale już w następnym tylko 3, w których zdobył 2 bramki, ale większość sezonu opuścił z powodu kontuzji.
Latem 2003 roku Mirnes wyjechał do Grecji. Przez sezon występował w Ilisiakos FC, drużynie grającej w trzeciej lidze greckiej. W 2004 roku odszedł do drugoligowca AE Larisa. Na koniec sezonu 2004/2005 awansował z Larisą do pierwszej ligi. W niej zadebiutował 5 listopada 2005 w wygranym 2:1 domowym spotkaniu z Atromitosem Pireus. Po rozegraniu czterech spotkań na początku 2006 roku odszedł do Lewadiakosu, jednak wiosną spadł z nim do Beta Ethniki i tam też grał przez całą jesien 2006. Wiosną 2007 Słoweniec był zawodnikiem Iraklisu Saloniki, ale po pół roku powrócił do Lewadiakosu i występował w nim do końca 2007.
Latem 2008 Šišić przeszedł do jednej z najbardziej utytułowanych drużyn w kraju, Olympiakosu Pireus. Kosztował 600 tysięcy euro, a w barwach nowej drużyny po raz pierwszy wystąpił w zremisowanym 1:1 domowym meczu z Panathinaikosem. Na koniec sezonu został mistrzem Grecji.
| Sezon   | Klub             | Kraj     | Rozgrywki          | Mecze | Bramki |
| ------- | ---------------- | -------- | ------------------ | ----- | ------ |
| 2001/02 | Rudar Velenje    | Słowenia | 1. SNL             | 16    | 0      |
| 2002/03 | Rudar Velenje    | Słowenia | 1. SNL             | 3     | 2      |
| 2003/04 | Ilisiakos FC     | Grecja   | Gamma Ethniki      | 14    | 4      |
| 2004/05 | AE Larisa        | Grecja   | Beta Ethniki       | 21    | 0      |
| 2005/06 | AE Larisa        | Grecja   | Alpha Ethniki      | 4     | 0      |
| 2005/06 | APO Lewadiakos   | Grecja   | Alpha Ethniki      | 11    | 1      |
| 2006/07 | APO Lewadiakos   | Grecja   | Beta Ethniki       | 9     | 2      |
| 2006/07 | Iraklís          | Grecja   | Alpha Ethniki      | 9     | 2      |
| 2007/08 | APO Lewadiakos   | Grecja   | Superleague Ellada | 9     | 2      |
| 2007/08 | Olympiakos SFP   | Grecja   | Superleague Ellada | 12    | 2      |
| 2008/09 | Olympiakos SFP   | Grecja   | Superleague Ellada | 0     | 0      |
| 2008/09 | FK Crvena zvezda | Serbia   | Super liga Srbije  | 12    | 2      |
| 2009/10 | PAS Janina       | Grecja   | Superleague Ellada | 15    | 2      |
| 2010/11 | Iraklís          | Grecja   | Superleague Ellada | 15    | 0      |
| 2011/12 | OFI 1925         | Grecja   | Superleague Ellada | 24    | 4      |
| 2012/13 | OFI 1925         | Grecja   | Superleague Ellada | 11    | 2      |
| 2012/13 | Panetolikos      | Grecja   | Football League    | 20    | 5      |
| 2013/14 | OFI 1925         | Grecja   | Superleague Ellada | 5     | 0      |
| 2014/15 | OFI 1925         | Grecja   | Superleague Ellada | 4     | 0      |

## Kariera reprezentacyjna
W reprezentacji Słowenii Šišić zadebiutował 6 lutego 2008 roku w przegranym 1:2 towarzyskim spotkaniu z Danią, rozegranym w Novej Goricy. W marcowym sparingu z Węgrami (1:0) zdobył swojego pierwszego gola w kadrze narodowej. W latach 2008–2012 w drużynie narodowej rozegrał 15 spotkań i zdobył 2 bramki.